# غواص آرام
غواص آرام یا شیرجه‌رو آرام (نام علمی: Gavia pacifica) نام یک گونه از سرده غواص است.